# Cavernularia pusilla
Cavernularia pusilla är en korallart som först beskrevs av Philippi 1835.  Cavernularia pusilla ingår i släktet Cavernularia och familjen Veretillidae. Inga underarter finns listade i Catalogue of Life.